# Partit Comunista de Turquia/Marxista-Leninista - Hareketi
El Partit Comunista de Turquia/Marxista-Leninista - Hareketi (en turc, Türkiye Komünist Partisi/Marksist-Leninist - Hareketi o TKP/ML-H) va ser un partit comunista. El TKP/ML-Hareketi es va fundar el 1976 a través d'una divisió del Partit Comunista de Turquia/Marxista-Leninista (TKP/ML). El TKP/ML-Hareketi volia allunyar-se de l'ortodòxia maoista del TKP/ML, i es va alienar vers conceptes com el de «guerra popular».
El 1978, el TKP/ML-Hareketi va començar a publicar Devrimci Halkın Birliği. El 1978, una minoria es va separar del TKP/ML-Hareketi i va formar un nou partit, el Partit Comunista de Turquia/Marxista-Leninista (Nova Organització de Creixent) TKP/ML (YİÖ).
En 1979, el TKP/ML-Hareketi va celebrar el seu primer congrés. El 1980, el TKP/ML-Hareketi va renunciar al maoisme. Ja llavors, el partit donava suport a la línia política del Partit del Treball d'Albània (PTA). No obstant això, a diferència del Partit Comunista Revolucionari de Turquia (TDKP), la República Popular d'Albània mai no els va veure com a afiliats oficials. Després del cop d'estat de 1980 a Turquia, molts dels quadres del TKP/ML-Hareketi van emigrar a Europa occidental.
Entre 1983 i 1984, el partit va passar per un període de conflicte intern, fet que va impulsar la Primera Conferència Extraordinària que es va celebrar el 1986. El 1989, el partit va signar una declaració juntament amb el Moviment de Treballadors Comunistes de Turquia (TKİH), cridant a la unitat comunista. El 1990, el TKP/ML-Hareketi, el TKİH i el Moviment Comunista dels Treballadors de Turquia (TDKİH) van formar un comitè de coordinació amb la finalitat de crear un partit unificat.
La Quarta Conferència del TKP/ML-Hareketi es va celebrar el 1991. La Cinquena Conferència celebrada el 1993 va afirmar les intencions de seguir endavant amb els plans de fusió. El setembre de 1994, el TKP/ML-Hareketi i el TKİH es van fusionar per formar el Partit Comunista Marxista-Leninista (MLKP-K).
El 27 d'octubre de 1992, les forces estatals turques van assassinar sis guerrillers del TKP/ML-Hareketi a la província de Kilis.